# Vesper (film)
Vesper (lansat în Franța ca Vesper Chronicles) este un film științifico-fantastic din 2022 regizat de Kristina Buožytė⁠(d) și Bruno Samper, cu Raffiella Chapman⁠(d), Eddie Marsan⁠(d), Rosie McEwen și Richard Brake în rolurile principale. Are loc pe un Pământ post-apocaliptic sumbru și urmărește o fată de 13 ani pricepută în biohacking. Filmul a fost selectat pentru a concura la Festivalul Internațional de Film de la Karlovy Vary din 2022.

## Rezumat
Noua Epocă Întunecată. Omenirea a încercat să prevină criza ecologică iminentă investind masiv în tehnologia genetică. Dar a eșuat. Virușii și organismele create au scăpat în sălbăticie, distrugând plantele comestibile, animalele și populații mari de oameni. O oligarhie prosperă acum în orașe închise numite „cetăți”, în timp ce toți ceilalți se luptă să supraviețuiască. Pentru mâncare, oamenii se bazează pe semințe comercializate de cetăți. Cu toate acestea, acestea sunt codificate genetic pentru a produce o singură recoltă. 
Vesper este o fată de 13 ani care locuiește într-o casă din pădure cu tatăl ei, Darius, care este paralizat. Într-o zi, o navă a cetății se prăbușește în apropiere, iar Vesper găsește o supraviețuitoare, o tânără care îi va schimba viața.

## Distribuție
- Raffiella Chapman - Vesper, o fată de 13 ani care trăiește singură cu tatăl ei; ea demonstrează o mare aptitudine de biohacking și încearcă să o ajute pe Camellia după ce a salvat-o.
- Eddie Marsan - Jonas, unchiul lui Vesper, care este liderul brutal al unui grup de supraviețuitori din apropiere.
- Rosy McEwen - Camellia, un cetățean al Cetății a cărei navă s-a prăbușit în pădure înainte de a fi salvată de Vesper.
- Richard Brake - Darius, tatăl lui Vesper și fratele lui Jonas, un fost soldat al Cetății, paralizat, dar care o însoțește mereu pe Vesper cu ajutorul unei drone vorbitoare.
- Melanie Gaydos - Jug, o ființă umană creată genetic, lipsită de inteligență, sclav în tabăra lui Jonas.
- Edmund Dehn - Elias, tatăl Cameliei, el este cercetător-șef în cea mai apropiată Cetate, fugar către o altă cetate după ce a creat genetic o ființă umană cu inteligență.
- Matvej Buravkov - Boz
- Marijus Demiskis - Med
- Markas Eimontas - Mo
- Titas Rukas - Beck
- Markas Sagaitis - Fitz

## Producție
Filmul a fost realizat în șase ani pentru regizorii/ scenariștii Kristina Buožytė (din Lituania) și Bruno Samper (din Franța), care au colaborat anterior la un alt film SF, Vanishing Waves⁠(d) (Aurora) în 2012. Au ales să filmeze Vesper în limba engleză pentru a-i extinde atractivitatea.
A fost filmat în Vilnius, Lituania, mai ales în exterior, cu excepția scenelor din interiorul casei lui Vesper, care au fost filmate într-un studio. Filmările exterioare în Lituania s-au dovedit dificile, deoarece erau doi metri de zăpadă, așa că echipajul a trebuit să-și imagineze cum ar arăta zona odată ce zăpada s-ar fi topit. Încă ningea cu două săptămâni înainte de începerea filmării, iar în acel moment nu a fost confirmat niciun loc, așa că s-au hotărât asupra locurilor în timpul filmărilor. 
Directorul de imagine Feliksas Abrukauskas a fost inspirat din picturile lui Johannes Vermeer și Rembrandt la iluminatul scenelor.
În timp ce efectele vizuale apar în film, acestea sunt în principal pentru a îmbunătăți o scenă cu o plantă sau o navă, deoarece nicio scenă nu a fost filmată cu un ecran verde în spate. Drona zburătoare a lui Vesper este fie CGI, fie o dronă adevărată, în funcție de scene, deoarece drona reală era foarte zgomotoasă și actorii nu se puteau concentra asupra replicilor lor când aceasta zbura.

## Lansare
Vesper a debutat la Festivalul Internațional de Film de la Karlovy Vary din 2022 la 2 iulie 2022. Filmul a fost lansat în cinematografele franceze la 18 august 2022. A fost lansat în Statele Unite, Lituania și Turcia la 30 septembrie 2022 și  în Germania și Singapore la 6 octombrie 2022.

## Recepție

### Box office
În Franța, Vesper a avut 13.352 de spectatori în prima zi în 303 cinematografe. Totuși, în prima sa săptămână, Vesper nu a ajuns în top 10 francez, dar a reușit să aibă 76.366 de spectatori și 36.552 de spectatori în a doua săptămână.

### Răspuns critic
Pe site-ul web al agregatorului de recenzii Rotten Tomatoes, 89% din recenziile celor 46 de critici sunt pozitive, cu o evaluare medie de 7,4/10. Olivier Delcroix, scriind pentru Le Figaro, a considerat Vesper „rezultatul unui șir de alegeri atent gândite, un film captivant foarte frumos, care seamănă cu o fabulă ciudată SF, fascinantă, din altă lume." Philippe Guedj de la Le Point⁠(d) a descoperit „influențe de la Cronenberg, Giger⁠(d), Jim Henson sau chiar Hayao Miyazaki”, „filmul fiind un zigzag  între o dispoziție de basm Grimm și o pictură hiper-reală a unui viitor medieval.”
Ben Croll de la TheWrap⁠(d) a considerat filmul „ceva cu totul unic – în același timp modern și atemporal, nostalgic pentru un gen abia creat, deja tânjind după imaginile proaspăt prezentate pe ecran”. Robert Daniels,  pentru RogerEbert.com, a remarcat că „ai crede că cineva ca Vesper, care a trăit atât de multe tragedii și nenorociri, ar avea cel puțin un strop de amărăciune sau un defect”, dar a scris că „atracția majoră din Vesper, totuși, este realizarea imaginativă a lumii de către Buozyte și Samper.”
Guy Lodge de la Variety l-a descris drept „un film SF fascinat de supraviețuirea pământească, nu un spectacol elegant, de ultimă generație – deși adesea uimește la fel”, și a lăudat „realizarea tehnică sofisticată a acestei distopii disperate..." "...realizat cu un buget probabil de o fracțiune din cel acordat majorității fanteziilor în franciză de la Hollywood". Scriind pentru New Scientist, Davide Abbatescianni l-a etichetat drept un „SF distopic rafinat”, cu „o influență a fraților Grimm”, precum și „un exemplu bun a ceea ce are de oferit științifico-fantasticul european”.
Screen Rant⁠(d) i-a acordat 3 stele din 5. Rezumatul antetului de pe acest website afirma că: „ două elemente – construirea lumii bazată pe design și dezvoltarea lui Vesper – atrag spectatorii, dar trebuie să depășească câteva puncte slabe pentru a face acest lucru.”